# سانت بی د یوکانس
سانت بی د یوکانس (به اسپانیایی: Sant Boi de Lluçanès) یک شهرستان در اسپانیا است که در بارسلون واقع شده‌است.